# Tagos
Tagos (en griego antiguo: τᾱγός, τάγης) fue un título tesalio con el que se designaba a un líder o general, especialmente al jefe militar de la Liga Tesalia. Cuando la ocasión lo requería, un magistrado era elevado a la categoría de tagos y sus órdenes eran obedecidas por las cuatro tetras (distritos) de Tesalia (Ftiótide, Tesaliótide, Histiótide y Pelasgiótide). Cuando Tesalia no estaba aún unida bajo el gobierno de un tagos, los cuatro distritos poseían una mayor independencia.
Este título es a menudo equiparado con el concepto de rey ("basileos", Heródoto, V.63) o arconte (Dionisio de Halicarnaso. V.74). Así, en la lista de designaciones militares de Julio Pólux se habla al mismo nivel del beotarca de los tebanos, de los reyes de Esparta, del polemarca de los atenienses (en referencia a sus obligaciones originales) y del tagos tesalio.
Jasón de Feras fue nombrado tagos en el 370 a. C., disponiendo de un ejército de más de 8000 jinetes y no menos de 20.000 hoplitas.
Filipo II de Macedonia y su hijo Alejandro Magno ejercieron el control de Tesalia como tagoi electos.
En tiempos posteriores otros estados denominaron a sus magistrados ordinarios "tagoi".